# Distritos de Las Palmas de Gran Canaria
La ciudad de Las Palmas de Gran Canaria (España) se divide en cinco distritos, que a su vez se subdividen en barrios:
| N.º | Distrito                       | Habitantes | Barrios | Ubicación |
| --- | ------------------------------ | ---------- | --- | --------- |
| 1   | Vegueta, Cono Sur y Tafira     | 72 548     | San José, San Juan, Vega de San José, El Batán, Casablanca I, San Roque, Zárate, Hoya de la Plata, Pedro Hidalgo, Tres Palmas, El Lasso, Vegueta, Las Filipinas, Salto del Negro, San Cristóbal, La Matula, Lomo Verdejo, Zurbarán, Pico Viento, Tafira Baja, El Fondillo, La Montañeta, Los Lirios, Los Hoyos, El Roque, Cuesta Ramón, Barranco Seco, Lomo Blanco, El Secadero, Tafira Alta, La Calzada, San Francisco de Paula, Hoya de Parrado, Bandama, Monte Quemado, Marzagán, Fase III del Polígono de Jinámar, Lomo del Sabinal, Las Ramblas, Mirador del Valle, Urbanización de 60 viviendas y Lomo del Capón |           |
| 2   | Centro                         | 87 190     | La Paterna, Nueva Paterna, Lomo Apolinario, Míller Bajo, Triana, Tarahales, San Francisco, Casablanca III, Cruz de Piedra, San Nicolás, Alcaravaneras, Ciudad Jardín, Fincas Unidas, Lugo y Canalejas |           |
| 3   | Isleta-Puerto-Guanarteme       | 67 394     | El Rincón, Santa Catalina, Guanarteme, La Minilla, Las Canteras, La Isleta, Las Coloradas, El Confital, Nueva Isleta , El Sebadal y La Puntilla |           |
| 4   | Ciudad Alta                    | 105 175    | Cuevas Torres, Polígono Cruz de Piedra, El Polvorín, Schamann, Las Rehoyas, San Antonio, Urbanización Sansofé, Parque Central, Barranquillo Don Zoilo, Santa Catalina, Urbanización Cinco Continentes, Carretera de Mata, Altavista, Escaleritas, Chumberas, El Cardón, Siete Palmas, La Feria, Las Torres, Carretera de Chile y La Minilla |           |
| 5   | Tamaraceite-San Lorenzo-Tenoya | 44 896     | San Lorenzo, La Milagrosa, Almatriche, Dragonal Bajo, Dragonal Alto, Tamaraceite, Las Majadillas, Hoya Andrea, La Suerte, Piletas, Tenoya, Cuevas Blancas, Casa Ayala, El Román, El Zardo, Cuesta Blanca, Llanos de María Rivera, Siete Puertas, Lomo los Frailes, Las Perreras, La Galera, El Toscón, San José del Álamo, Las Mesas, Los Giles, Costa Ayala y Ladera Alta |           |